# (2845) Franklinken
(2845) Franklinken es un asteroide perteneciente al cinturón de asteroides, descubierto el 26 de julio de 1981 por Edward Bowell desde la Estación Anderson Mesa (condado de Coconino, cerca de Flagstaff, Arizona, Estados Unidos).

## Designación y nombre
Designado provisionalmente como 1981 OF. Fue nombrado Franklinken en honor al astrónomo estadounidense Kenneth Franklin es una mezcla de nombre y apellido.